# Perinetia coffeae
Perinetia coffeae är en stekelart som beskrevs av Jean Risbec 1952. Perinetia coffeae ingår i släktet Perinetia och familjen finglanssteklar.
Artens utbredningsområde är Madagaskar. Inga underarter finns listade i Catalogue of Life.